# Die Tierschutzpartei
Partia Ochrony Zwierząt (niem. Partei Mensch Umwelt Tierschutz, potocznie: Die Tierschutzpartei) – niemiecka partia polityczna, której działania koncentrują się wokół ochrony praw zwierząt.

## Program
Podstawowymi punktami programu partii jest zapewnienie zwierzętom prawa do życia oraz ich ochrona przed fizycznymi i psychicznymi szkodami. Partia Ochrony Zwierząt domaga się przy tym wprowadzenia zakazów na:
- przeprowadzanie eksperymentów laboratoryjnych na zwierzętach,
- wykorzystywanie zwierząt w walkach i polowaniach,
- hodowlę zwierząt w celu produkcji żywności i odzieży

oraz domaga się wprowadzenia wegetarianizmu.